# Talsperre Trossin
Die Talsperre Trossin (auch: Stausee Dahlenberg) ist eine kleine Talsperre in Dahlenberg bei Trossin westlich von Dommitzsch im Landkreis Nordsachsen in Sachsen. Sie wurde von 1973 bis 1978 für die Brauchwasserversorgung gebaut. Der heutige Zweck ist Naherholung und Fischerei. Das Absperrbauwerk ist ein homogener Erddamm. Das gestaute Gewässer ist der Dommitzscher Grenzbach.